# 1967: The First Three Singles
1967: The First Three Singles è una compilation del gruppo musicale britannico Pink Floyd, pubblicata nel 1997 dalla EMI.

## Brani
L'album venne pubblicato in edizione limitata al fine di celebrare il trentesimo anniversario della fondazione della band e contiene i loro primi tre singoli, scritti principalmente da Syd Barrett. Arnold Layne/Candy and a Currant Bun raggiunse la posizione numero 20 nelle classifiche inglesi, mentre See Emily Play la sesta posizione: sono le più alte posizioni ottenute dalla band nel Regno Unito fino alla pubblicazione di Another Brick in the Wall Part 2 nel 1979. Apples and Oranges invece fu alquanto ignorato. Prima di questa raccolta, era possibile trovare Paint Box, insieme con Arnold Layne e See Emily Play, nella raccolta Relics, mentre Scarecrow compare anche nell'album di debutto del gruppo, The Piper at the Gates of Dawn. Arnold Layne e See Emily Play sono state successivamente incluse nella raccolta Echoes: The Best of Pink Floyd nel 2001.

## Copertina
La copertina dell'album, progettata da Storm Thorgerson, è formata dalle copertine originali di ciascun singolo, realizzate dallo stesso Barrett.

## Tracce
Testi e musiche di Syd Barrett, eccetto dove indicato.
1. Arnold Layne – 2:55
2. Candy and a Currant Bun – 2:46
3. See Emily Play – 2:54
4. The Scarecrow – 2:09
5. Apples and Oranges – 3:05
6. Paint Box – 3:47 (Richard Wright)

## Formazione
- Syd Barrett - voce, chitarra
- Roger Waters - basso, voce
- Richard Wright - tastiere, voce
- Nick Mason - batteria, percussioni